# Ein Prozent
 Der Ein Prozent e. V. (früher: Ein Prozent für unser Land) ist ein 2015 gegründeter deutscher Verein, der vom Bundesamt für Verfassungsschutz als gesichert rechtsextremistisch und als verfassungsfeindlich eingestuft wird. Er wird auch als politisch rechtes Kampagnenprojekt, „Netzwerk äußerst rechter Politiker und Aktivisten“ und neurechte Bürgerinitiative bezeichnet. In den Medien wird er teilweise als rechtsradikal und fremdenfeindlich  charakterisiert.
Ein Prozent e. V. vertritt einen ethnisch-abstammungsmäßig definierten Volksbegriff und weist eine migranten- und muslimfeindliche sowie rassistische
Ausrichtung auf. Zudem verbreitet der Verein antisemitische Narrative sowie die Verschwörungstheorie eines angeblich stattfindenden „Großen Austauschs“.
Maßgeblicher Betreiber ist Philip Stein, ein rechter Verleger. Die Mitgründer von Ein Prozent sind das Institut für Staatspolitik, das rechtsextreme verschwörungsideologische Monatsmagazin Compact, der AfD-Funktionär und Vorsitzende der im September 2018 aufgelösten Patriotischen Plattform, Hans-Thomas Tillschneider, sowie der emeritierte Staatsrechtler Karl Albrecht Schachtschneider.

## Organisation
Der Verein wurde 2015 unter dem Namen Ein Prozent für unser Land gegründet und warb als „Greenpeace für Deutschland“ um Spenden, um Aktionen gegen die Flüchtlingspolitik der Bundesregierung zu unterstützen. Er finanziert sich unter anderem durch Crowdfunding. Vorsitzender ist der völkische Aktivist, Autor und Verleger Philip Stein, der unter anderem als Sprecher der Marburger Burschenschaft Germania fungierte und mehrfach für die Blaue Narzisse schrieb. Sein Stellvertreter war anfangs der Landschaftsgärtner Helge Hilse, der den Verein 2020 verließ, weil er seine Hoffnungen auf ein Bündnis „gegen die gesellschaftliche Spaltung“ enttäuscht sah.
Der Verein, der sich selbst als „Bürgerbündnis“ oder „Bürgerinitiative“ bezeichnet, ist gut vernetzt, beispielsweise mit der deutschen und österreichischen Identitären Bewegung um den Wiener Aktivisten Martin Sellner. Unterstützt wird die Initiative auch von dem Aktivisten, Verleger und Gründer des neurechten Instituts für Staatspolitik, Götz Kubitschek, dem Herausgeber des Querfront-Magazins Compact, Jürgen Elsässer, und dem Vorsitzenden der früheren völkischen Patriotischen Plattform in der Partei AfD, Hans-Thomas Tillschneider.

## Name
Auf seiner Website erläutert der Verein zu seinem Namen, es brauche nur ein Prozent der Deutschen – nämlich 800.000 Menschen –, um eine ausreichende Wirkmacht für seine Ziele zu entfalten. Dazu werden Organisationen (Greenpeace mit seinen deutschen Fördermitgliedern, die SPD mit ihren Mitgliedern usw.) angeführt, die mit kleineren Mitgliederzahlen in Deutschland dennoch großen Einfluss haben. Ein Prozent der Deutschen als Mitstreiter sei daher genug („Ein Prozent reicht aus!“) und sei außerdem „machbar“.

## Ziele und Ideologie
Als Ziel geben die Aktivisten an, sich für „die Interessen der Deutschen“ und gegen „die illegale Masseneinwanderung“ einzusetzen. Man wolle die „deutschlandweiten Widerstandsbemühungen“ gegen die aktuelle Asylpolitik, die als „Umvolkung“ verstanden wird, vernetzen und so eine Gegenbewegung aufbauen. Kubitschek bezeichnet das Projekt als „eine Art ‚NGO‘ für Deutschland“, ein „Greenpeace für Deutsche“. Man wolle ein Prozent der deutschen Bevölkerung erreichen, um politische Relevanz zu erlangen und rechtes Gedankengut in die Popkultur zu tragen.
Laut Bundesverfassungsschutz verorte sich die Gruppe im sogenannten „Widerstandsmilieu“. Ein Prozent sehe sich „als ‚organisatorischen Motor‘ in der selbst ernannten ‚Mosaik-Rechten‘, die durch arbeitsteilige Aufgliederung und Entgrenzung im rechtsextremistischen Spektrum gekennzeichnet ist“. Das Bundesamt für Verfassungsschutz verweist besonders auf die enge Verbindung von Ein Prozent zur Identitären Bewegung Deutschland (IBD). Zum einen ergebe sich dies laut Verfassungsschutz „aus direkten persönlichen Beziehungen, zum anderen umfassen die Kontakte auch die Unterstützung verschiedener Aktionen und Projekte, an denen aktive oder ehemalige Aktivisten der IBD maßgeblich beteiligt sind.“
Die ideologische Ausrichtung von Ein Prozent werde durch Beiträge auf der vereinseigenen Website deutlich, die „pauschale Herabwürdigungen von Migranten und/oder Muslimen“ enthalten. So werde „ein direkter kausaler Zusammenhang“ zwischen Zuwanderung einerseits und Kriminalität sowie der Verbreitung gefährlicher Infektionskrankheiten andererseits hergestellt. „Flüchtlingen aus arabischen Ländern spricht ‚Ein Prozent‘ grundsätzlich ab, legitime Gründe für ihre Flucht zu besitzen“, und somit „wird jegliche Migrationsbewegung als illegaler Akt dargestellt“.

## Aktivitäten
Der Verein veranstaltet unter anderem „Mahnwachen“ und Demonstrationen, veröffentlicht Plakate und verschickt Flugblätter. Er unterstützt mehrere aktivistische rechte Gruppen, beispielsweise die vom deutschen Verfassungsschutz beobachtete Identitäre Bewegung, wie Philip Stein der Welt am Sonntag bestätigte. Man habe bereits mehrere Aktionen der Identitären Bewegung finanziell unterstützt. Auch wurden im Januar 2017 der Identitären Bewegung Österreich 10.000 Euro Prozesskostenhilfe versprochen. Laut Verfassungsschutz nimmt der Verein für die Identitären eine immer wichtigere Rolle ein: Er wolle „finanzielles, juristisches, publizistisches und emotionales Auffangbecken für Aktivisten der Bewegung sein“. Noch werde Ein Prozent jedoch nicht vom deutschen Verfassungsschutz beobachtet. Im Januar 2017 wurde bekannt, dass Ein Prozent die Gustav-Stresemann-Stiftung finanziell unterstützen wolle, sollte diese von der AfD als parteinahe Stiftung anerkannt werden.
Im März 2017 löste ein Beitrag auf der Vereinswebsite eine Welle von Hasstiraden bis hin zu Morddrohungen gegen den Sohn von SPD-Vize Ralf Stegner aus, die Ein Prozent nach einem Hinweis des MDR löschen ließ. Laut Jochen Hollmann, Leiter des Verfassungsschutzes Sachsen-Anhalt, nehme man den Verein seit Ende 2015 wahr, Götz Kubitschek gebe sich mittlerweile öffentlich als deren Financier.
Nach Angaben von Belltower.News zieht der Verein keine klare Abgrenzung zu gewaltbereiten Neonazis, nach Angaben des seit 2016 tätigen Instituts für Demokratie und Zivilgesellschaft (IDZ) der Amadeu-Antonio-Stiftung ist er „Schnittstelle zwischen der AfD, der „Neuen Rechten“ und dem klassischen Neonazi-Spektrum“. Er unterstützte die Initiative des asylrechtsfeindlichen „Freundeskreis Thüringen/Niedersachsen“, in der neben der Göttinger Hochschulgruppe der AfD-Nachwuchsorganisation Junge Alternative auch die NPD agiert. Nach Angaben der Zeitschrift Vice unterstützte das Kampagnenprojekt zudem in Ostthüringen das „Altenburger Bürgerforum“, in dem sich auch bekannte Neonazis und Hooligans engagierten.
Der Verein organisiert regelmäßig Kampagnen, um sogenannte „Wahlbeobachter“ zu werben und anschließend Wahlen anzufechten. Hierbei berufen sich die Beteiligten des Vereins auf teils kleinere Fehler im Ablauf der Wahl oder frei erfundene Zwischenfälle.
Die Auftritte von Ein Prozent bei Facebook und Instagram wurden im September 2019 gesperrt. Eine Klage des Vereins dagegen wurde abgewiesen. Anfang Dezember 2020 sperrte YouTube das Konto von Ein Prozent.

## Verfassungsschutz
Im Juni 2020 wurde der Verein als Verdachtsfall des Bundesamts für Verfassungsschutz (BfV) eingestuft. Nachdem laut BfV die Verdachtsfallbearbeitung ergeben hat, dass sich die Anhaltspunkte für Bestrebungen gegen die freiheitliche demokratische Grundordnung zur Gewissheit verdichtet haben, wurde Ein Prozent im April 2023 als gesichert rechtsextremistische Bestrebung eingestuft. Der Verein wird als Beobachtungsobjekt des BfV weiterbearbeitet.